# 陸軍下士官勤功章
陸軍下士官勤功章（りくぐんかしかんきんこうしょう、陸軍下士勤功章）とは、大日本帝国陸軍において下士官（下士）に対してその功績を表彰するために授与された栄章、徽章。下士官勤功章、下士勤功章とも。

## 概要
陸軍下士官勤功章は1904年（明治37年）3月2日に制定され、定められた陸軍下士勤功章附与規則において陸軍下士の功績を表彰するために定められた徽章であり、伍長任官後、6年間にわたり品行方正成績優秀な営外居住の下士官に年功精勤を賞して授与された。
各部隊によって対象者は選抜されていたが、授与者は特に厳選され人数も少なくその栄誉は狭き門とされ、全下士官兵（下士卒）の模範となるべき優秀な者に限られた。それ故に勤功章は勲章と並び、もしくはそれ以上の大変な名誉とされていた。
対象者は下士官ではあるが、将校待遇の下士官である准士官（准尉・特務曹長）も変わらず本章を佩用していた。

### 意匠
桜花を中心に大きく配し、その周りを桜葉が囲む。軍服への佩用位置は向かって右側の胸部物入れ雨蓋の下（左肋部）。